# Ján Tabaček (Eishockeyspieler)
Ján Tabaček (* 7. April 1980 in Martin, Tschechoslowakei) ist ein slowakischer Eishockeyspieler, der seit 2015 wieder beim MHC Martin in der slowakischen Extraliga unter Vertrag steht.

## Karriere
Ján Tabaček begann seine Karriere als Eishockeyspieler in seiner Heimatstadt im Nachwuchsbereich des MHC Martin, für dessen Profimannschaft er in der Saison 1998/99 sein Debüt in der slowakischen Extraliga gab. Nachdem er mit seinem Team in seinem Rookiejahr in die zweitklassige 1. Liga abgestiegen war, erreichte er mit dem MHC Martin in der Saison 1999/2000 den direkten Wiederaufstieg in die Extraliga. Im NHL Entry Draft 2001 wurde er in der sechsten Runde als insgesamt 170. Spieler von den Mighty Ducks of Anaheim ausgewählt. Zunächst verbrachte er die Saison 2001/02 jedoch beim HC Slovan Bratislava, mit dem er erstmals Slowakischer Meister wurde. Zur Saison 2002/03 wurde der Linksschütze von den Mighty Ducks nach Nordamerika beordert, wo er insgesamt 14 Spiele für deren Farmteams, die Cincinnati Mighty Ducks aus der American Hockey League und die Dayton Bombers aus der East Coast Hockey League, bestritt. 
Von 2003 bis 2005 stand Tabaček erneut beim HC Slovan Bratislava unter Vertrag, mit dem er in der Saison 2004/05 erneut Meister wurde, ehe er drei Jahre lang für den HC Sparta Prag in der tschechischen Extraliga auf dem Eis stand. Mit den Hauptstädtern gewann er 2006 und 2007 gleich zwei Mal in Folge die nationale Meisterschaft. Mit dem HC Sparta Prag scheiterte der Slowake zudem 2008 mit 2:5 im Finale des IIHF European Champions Cup am russischen Rivalen HK Metallurg Magnitogorsk. Im Sommer 2008 wurde er vom HC Košice aus seiner slowakischen Heimat verpflichtet, mit dem er 2009, 2010 und 2011 drei Mal in Folge Meister wurde. 2009 und 2011 wurde er zudem in das All-Star Team der slowakischen Extraliga gewählt.
In der Saison 2012/13 war er für den HC Slovan Bratislava in der KHL aktiv, ehe er im Juli 2013 von Tappara Tampere aus der finnischen SM-liiga verpflichtet wurde. Für den finnischen Klub erzielte er in 39 Spielen ein Tor und sieben Assists, ehe er von den ZSC Lions unter Vertrag genommen wurde. Mit den Lions gewann er am Saisonende die Schweizer Meisterschaft.

## Erfolge und Auszeichnungen
- 2000 Meister der 1. Liga und Aufstieg in die Extraliga mit dem MHC Martin
- 2002 Slowakischer Meister mit dem HC Slovan Bratislava
- 2005 Slowakischer Meister mit dem HC Slovan Bratislava
- 2006 Tschechischer Meister mit dem HC Sparta Prag
- 2007 Tschechischer Meister mit dem HC Sparta Prag
- 2008 2. Platz beim IIHF European Champions Cup mit dem HC Sparta Prag
- 2009 Slowakischer Meister mit dem HC Košice
- 2009 Extraliga All-Star Team
- 2010 Slowakischer Meister mit dem HC Košice
- 2011 Slowakischer Meister mit dem HC Košice
- 2011 Extraliga All-Star Team
- 2014 Schweizer Meister mit den ZSC Lions

## Statistik
(Stand: Ende der Saison 2010/11)